# Viktorin Berger
Viktorin Berger, OSB (* 6. Mai 1855 in Vöcklabruck; † 20. November 1914 in Admont), war ein salzburgischer römisch-katholischer Geistlicher und Kirchenmusiker.

## Leben und Wirken
Nach dem Besuch des Gymnasiums im Stift Seitenstetten trat Viktorin Berger 1873 in das Stift Admont ein, wo sein älterer Bruder Othmar Berger ab 1878 als Subprior und ab 1891 als Prior wirkte. 1877 legte er die Profess ab und wurde 1878 zum Priester geweiht.
Schon bei seinem Eintritt in das Stift wurde Viktorin Berger von Abt Zeno Müller als Organist an der Seite seines Bruders bestimmt und leitete später die Sängerknaben des Stifts. Von 1887 bis 1894 unterrichtete er an der theologischen Hauslehranstalt des Stifts das Fach Kirchengeschichte. Zur weiteren musikalischen Ausbildung sandte ihn Abt Kajetan Hoffmann 1894 zunächst an das Prager Konservatorium und anschließend an das Konservatorium Wien, wo er bei Johannes Brahms studierte. Nach seiner Rückkehr nach Admont 1896 zeichnete er für das gesamte musikalische Leben des Stifts verantwortlich. Während seiner Zeit als musikalischer Leiter gab er etwa 60 Konzerte mit heimischen und auswärtigen Interpreten, so im Juni 1902 ein großes Festkonzert des Wiener Männergesang-Vereins unter Leitung von Eduard Kremser und Richard Heuberger. Mit dem Komponisten Robert Fuchs, der ab 1902 regelmäßig im Stift Admont auftrat, verband ihn eine enge Freundschaft. Neben drei Messen und einem Te Deum, die zu Lebzeiten Viktorin Bergers im Druck erschienen, komponierte er zahlreiche kirchenmusikalische Werke, darunter 55 Messen, 4 Requiems, 25 Gradualien, 16 Offertorien, 20 Vespergesänge, 20 Hymnen. „In seiner 18jährigen Tätigkeit als Stiftschorregent erlebte Admont künstlerisch eine Glanzzeit der Musik, es wurde zum musikalischen Mittelpunkt der Obersteiermark.“
Viktorin Berger galt als bedeutender Virtuose und Improvisator auf der Orgel. Auf seine Veranlassung ließ Abt Oswin Schlammadinger 1910 die Orgel der Admonter Stiftskirche durch M. Mauracher von 41 Stimmen auf 61 klingende Stimmen und 3744 Pfeifen erweitern. Aufgrund seiner „vieljährigen Verdienste um die Pflege des kirchlichen Gesanges und der echt kirchlichen Musik sowie der stets bereitwilligen Verwertung seiner Kenntnisse im Orgelfach in der Diözese“ ernannte ihn Fürstbischof Leopold Schuster im selben Jahr zum Geistlichen Rat.

## Werke (publiziert)
- Missa in Es, in honorem SS. Trinitatis, für Sopran, Alt und Orgelbegleitung mit beliebiger Verstärkung durch Kontrabaß und Celli.
- Messe in G.
- Messe in G, in honorem SS Anglorum.
- Te Deum laudamus. Für gemischten Chor und Orgel und Instrumentalbegleitung.